# Phasicnecus grandiplaga
Phasicnecus grandiplaga är en fjärilsart som beskrevs av Holland. Phasicnecus grandiplaga ingår i släktet Phasicnecus och familjen Eupterotidae. Inga underarter finns listade i Catalogue of Life.